# فیتز، شروپ‌شر
فیتز (به انگلیسی: Fitz) یک روستا در بریتانیا است که در Pimhill واقع شده‌است.